# Noraly Beyer
Noraly Beyer, geboren als Noraly Oostvriesland, (Willemstad, Curaçao, 20 juli 1946) is een Nederlandse journaliste, columniste en presentatrice en voormalig nieuwslezeres. Ze begon haar journalistieke loopbaan in 1972 als redactrice en nieuwslezeres van de Surinaamse Televisie Stichting (STVS) en was later werkzaam voor Radio Nederland Wereldomroep (1983–2008) en het NOS Journaal (1985–2008). Daarna was ze onder meer actief bij het toneel als researcher.

## Biografie

### Afkomst
Noraly Beyer werd geboren op het Caribische eiland Curaçao, in Willemstad, in de wijk Punda. Haar ouders waren Surinaams. Ze was het enige meisje in een gezin dat verder vijf jongens telde. Haar moeder was leerkracht. Haar vader stierf toen ze elf jaar oud was. De moeder van een van haar grootvaders was een tot slaaf gemaakte vrouw. Volgens Beyer was zij een kleinkind van een vrouw die waarschijnlijk de concubine was van haar blanke eigenaar.

### Opleiding en werk
Beyer ging naar de lagere school van de zusters van Schijndel in Pietermaai en vertrok op haar twaalfde naar een internaat in het zuidoosten van Nederland. Na haar middelbare school wilde ze als au pair naar Parijs, maar haar moeder hield dat tegen. Vervolgens deed zij in 1963 een opleiding aan de Kweekschool voor onderwijzers in Den Haag. Daarna ging ze alsnog naar Parijs en kreeg ze een studiebeurs voor de kunstacademie. Ze raakte echter zwanger en verloor de beurs. Zwangere vrouwen hadden daar geen recht op. Ze trouwde met de vader van haar kind en enkele maanden later kreeg ze een zoon. Ze werkte bij De Porceleyne Fles, een fabrikant van Delfts blauw. Na enige tijd kreeg haar echtgenoot een baan als planoloog in Suriname en het gezin verhuisde naar Zuid-Amerika. In Suriname ging Beyer in het onderwijs werken. In 1972 kreeg ze bij de STVS een baan als nieuwslezeres-redactrice. Haar man kreeg een baan in Jamaica, zij bleef met de kinderen in Suriname.
Na de Decembermoorden in 1982 vertrok Beyer naar Nederland. In 1983 ging ze als redactrice-nieuwslezeres werken voor Radio Nederland Wereldomroep. In 1985 begon ze daarnaast als redactrice en presentatrice bij het NOS Journaal. Ze presenteerde bij de NOS middag- en avonduitzendingen tot het einde van 2008. De laatste keer dat ze een NOS-journaal presenteerde was op 30 december 2008. In 2009 vertrok ze bij de Wereldomroep.
Beyer was voorzitster van de stichting Julius Leeft en is bestuurslid van de Werkgroep Caraïbische Letteren. Ook speelt en schrijft ze toneel. Vanaf 2009 werkte ze geregeld samen met het Noord Nederlands Toneel. Ze deed research en speelde mee in enkele stukken. Verder presenteert ze debatten en schrijft ze columns, onder meer in de tijdschriften Margriet en Plus Magazine. 
Bij het reli-evenement The Passion 2018 vervulde Beyer de rol van verteller. Tevens verzorgde ze de presentatie bij de onthulling van het monument voor Nelson Mandela in Amsterdam-Zuidoost in 2021. In 2020 schreef ze een boek over de Decembermoorden in Suriname en maakte op basis hiervan de televisiedocumentaire Het is geen verleden - 08 12 1982. Deze documentaire werd exact veertig jaar na de Decembermoorden uitgezonden door omroep HUMAN. In 2022 leefde Beyer voor het televisieprogramma Kloostergasten enkele dagen samen met kloosterlingen. Op bevrijdingsdag 2025 verzorgde zij samen met Yves Berendse de presentatie van het 5 mei-concert op de Amstel in Amsterdam voor het Koninklijk Theater Carré ter viering van 80 jaar bevrijding na de Tweede Wereldoorlog.
Sinds 2021 heeft Beyer een relatie met Joost Prinsen.

## Onderscheidingen
In 2009 kreeg Beyer de Cosmic Award voor haar actieve rol voor diversiteit in de media. Op 29 april 2011 werd Beyer koninklijk onderscheiden met een lintje als Ridder in de Orde van Oranje-Nassau.